# Tömegkommunikáció
A kommunikációtudomány szerint a tömegkommunikáció a nyilvános kommunikációhoz tartozó kommunikációs típus. Jellemzője, hogy technikai eszközöket (médiumokat) használ, nyilvános, és legtöbbször egyirányú, a nézők vagy hallgatók más kommunikációs csatornán keresztül (például telefon, e-mail, SMS, levél) válaszolhatnak. A média általában újság, könyvkiadás, rádió, tévé vagy film. Egy adó nagy számú vevőnek közvetít információt. Rendszerint professzionális kommunikátorok, újságírók irányítják, készítik a műsorokat és a cikkeket. Az üzenet nyilvános, és rögzítik, így később visszakereshető.
Harold Dwight Lasswell (Amerikai Egyesült Államok) 1948-ban alkotta meg a Lasswell-képletet, ami leírja a tömegkommunikáció alapvető modelljét, ami így fogalmazható meg: Ki mit mond milyen csatornán át kinek, és milyen hatást vált ki? A kutatások foglalkoznak a meggyőző erővel és a kiváltott hatással a viselkedésre, a gondolkodásra, a véleményre vagy az érzelmekre.

## Jellemzői
- Az újságírók megalkotják az üzenetet.
- Az üzenet hatást vált ki.
- Az üzenetet a média eljuttatja a vevőkhöz.
- Egyirányú
- Távolság az adó és a vevők között

Gyakran sematizál, uniformizál, leegyszerűsíti a világról alkotott képet és az értékrendet. Más műsorokban az értékrend eltűnik, és más kárán nevethetnek a nézők. Megfelelő kontroll hiányában a való világ és a műsorok által közvetített kép összekeveredik. A tévénéző passzívvá válhat a kommunikációban, szemben azzal, aki a számítógép szinte korlátlan urának érezheti magát, és előbb-utóbb nem tudja elviselni az önálló személyeket.

## Definíciói
- DeFleur & Dennis: A tömegkommunikáció egy olyan folyamat, amiben professzionális kommunikátorok a médián keresztül gyorsan, széles körben és folyamatosan közvetítik az általuk megalkotott üzenetet egy széles körű, elszórt hallgatóságnak, és sokféleképpen próbálják meg befolyásolni őket.
- Orlik: A tömegkommunikáció egy olyan folyamat, ami gyorsan közvetíti ugyanazt az információt, állításokat és véleményeket egy potenciálisan nagy, szétszórt és nem egységes hallgatóságnak, olyan módszerekkel, amelyekkel ez a feladat teljesíthető.
- Berge: A tömegkommunikáció az írott és az elektronikus médiát használja, mint: újságok, film, rádió, tévé, hogy üzenetet közvetítsen nagy számú ember számára, akik sok különböző helyen lehetnek, akár országszerte vagy globálisan elszórva.

## Eszközei
- Az elektromos távírókat 1845-ben kezdték használni. 1874-től ugyanazzal az eszközzel lehetett adni és venni.
- Az első hírügynökséget Reuter alapította meg 1851-ben.
- A telexet a 20. század elején vezették be. Ez az eszköz a begépelt információt a címzett gépére továbbította, és az írta le a szöveget. Ugyanazzal az eszközzel a címzett válaszolhatott is.
- A képrögzítést Daguerre találta fel 1830-ban. Már a 19. század végén megjelent a tekercsfilm.
- Az első filmet 1895-ben vetítették le, és 1903-ban már színes filmet is készítettek. Az 1930-as évektől a hangot is tudták rögzíteni a filmen. Széles vásznú filmeket 1950-től vetítenek.
- A fonográfot Edison találta fel 1877-ben. Berliner ennek továbbfejlesztésével alkotta meg a gramofont, ami már sokszorosítható lemezeket tudott lejátszani. 1982-től már van CD.
- A magnetofont az 1930-as években találták fel, de csak a második világháború után vált tömegessé.
- A videómagnetofon az 1950-es években jelent meg.
- Puskás Tivadar a 19. század végén feltalálta a telefonhírmondót, de ez csak Magyarországon működött. 1910-ben egy adóból koncertet sugároztak, amit több rádióamatőr is tudott venni. Magyarországon a rendszeres adás 1925-ben indult meg.
- A televízió nem köthető egy ember nevéhez. Előfeltételei az 1920-as és 1930-as években jöttek létre. A rendszeres tévéadások Angliában indultak el 1936-ban. Csak a második világháború után terjedt el a tőkés államokban. A szocialista blokk ezt több évtizedes késéssel követte.
- A számítógép is a kommunikáció eszközévé vált.[1] Az internet és a közösségi média további lehetőségeket ad.

## Elméletei
A tömegkommunikációnak nincs átfogó elmélete, de számos megközelítése létezik:
- Egyirányú-lineáris: Az egyirányúságra összpontosít, amiben az adótól lineárisan áramlik az információ a vevőkhöz. A kommunikációtudomány kezdetére jellemző.
- Változóelmélet: A vevőket már nem egységesen kezeli, hanem számos tényező összességének tekinti. Emellett más tényezőket is változókkal írja le. Azután vezették be, miután úgy találták, hogy az egyirányú-lineáris modell túlságosan egyszerűsít. Ez a modell azonban áttekinthetetlenül sok változót vezet be; mégis, ez a mai alapminta.
- Az egyéni és a tömegkommunikáció kapcsolata: Mennyire befolyásolja az embert a kétféle kommunikáció, például a szomszéd vagy egy bulvárlap. Emellett a véleményvezérek szerepét és az új ötletek és praktikák elterjedését is vizsgálják.
- Rendszerelmélet: Személyek helyett rendszerekkel foglalkozik. Például nincsenek benne újságírók, csak az újságírás rendszere.
- Konstruktivizmus: Az egyén a saját tapasztalataiból alkot magának világképet. A radikális konstruktivizmus szerint az ember képtelen megismerni az igazi valóságot. A média a valóságról alkotott elképzeléseket sugároz. Az objektív tudósítás eszerint lehetetlen.
- Haszonelvűség: A média szintén a fogyasztók igényeit elégíti ki. Azt választja, ami megfelel az ízlésének, a véleményének és általában a világról alkotott képének. Azzal, ahogy használja ezeket a termékeket, hogy mit mikor választ, visszajelzést ad, ezzel az egyirányú kommunikáció kétirányúvá válik. Megjelenésekor ez forradalminak hatott; ma a hatás elméletének kiegészítésének tekintik.
- Kritikai elmélet: A legtöbb elmélet a frankfurti iskola tanításain alapul. Sokan visszanyúlnak Habermas kommunikatív cselekvésének elméletéhez. A kutatás a tulajdonviszonyokhoz és a gyártási feltételekhez nyúlik vissza, és ezeket kérdezi: Melyik szerkesztőség kinek a tulajdona? Ki ellenőrzi az újságírókat? Hogyan befolyásolja a média a társadalmi öntudatot? Milyen kapcsolatban állnak a médiavállalatok más intézményekkel, például vállalatokkal és pártokkal? Gyakori kritika, hogy nem foglalkozik bizonyos társadalmilag fontos kérdésekkel, mert ők valakiknek a szolgálatában állnak, és csak azt közölhetik, amit megengednek számukra. Például a magyar kereskedelmi tévékben nem beszélhetnek arról, hogy valamelyik vállalatnál nem lehet szakszervezetet létrehozni, mert minden vállalat potenciális szponzor. A kritikai elmélet egy alcsoportja a dialektikus-kritikus, vagy kritikus-materialista irányzat, ami a marxista-materialista elmélet szavait és fogalomrendszerét használja.
- A kognitív disszonancia elmélete: A vevők korrigálják az adást, ami gyengíti a manipulációt. Azon alapul, hogy az elme nem enged ellentmondást a gondolatok és a cselekedetek, valamint a valóságról alkotott képe és a média által sugárzott kép között, bár például kíváncsiságból meghallgathat más véleményeket is. Az elmélet magyarázza, hogy a választási kampányban a választók leginkább az általuk előnyben részesített párt kijelentéseire figyelnek. Ma egy hasznos, de nem mindent megmagyarázó elméletnek tekintik.
- Ezzel szembemegy az az elmélet, ami azon a megfigyelésen alapul, hogy ha elégszer mondanak valamit, akkor azt az emberek hajlamosak előbb-utóbb elhinni. Minél többet tévézik valaki, annál inkább azt hiszi, hogy a tévé a valóságot közvetíti.[2] Kezdeményezői George Gerbner és Marshall McLuhan.
- A médiaökológia szerint az egyének véleményét a média alakítja,[3] és erős hatással van a gondolkodásukra és a viselkedésükre.[4]
- A hallgatás spirálja: azon alapszik, hogy az emberek kevésbé hajlamosak kisebbségi véleményüket hangoztatni, mint a többségit, mert elszigetelődhetnek a többségtől. A média bemutathat egy véleményt többségiként, vagy formálhatja a véleményeket. Megalkotója Elisabeth Noelle-Neumann.[5]
- Meghatározó szerep: A média nemcsak azt mondhatja meg, hogy mit gondoljanak az emberek, hanem azt is, hogy hogyan gondolkodjanak. Ezzel hat a nyilvános párbeszédekre, és megmondhatja, hogy mik a fontos hírek.[6]
- A szemiotika szerint nincs olyan, hogy szó vagy betű szerinti olvasat; minden szó, hangfoszlány, gesztus, kép, helyzet értődik valahogy.[7] Az értelmezés szubjektív, az adott egyén kultúrája, ismeretei, tapasztalatai és gondolkodásmódja befolyásolja. Ugyanazt nagyon sokféleképpen lehet értelmezni.

## Kutatási területek
A tömegkommunikáció definíciójából következik, hogy a vevők többnyire különböző kultúrákhoz, vallásokhoz tartoznak, és viselkedésük is eltér. A tömegkommunikációhoz a média hatását társítják, és a média tudományával hozzák kapcsolatba. Kutatása a társadalomtudományokhoz tartozik, közelebbről a kommunikációtudományhoz.
A kommunikáció története a történelem előtti idők művészetétől és az írástól kezdve a modern kommunikációs eszközökig, mint például az internet terjed. A tömegkommunikáció arra az időre tehető, amikor az ember elsőként tudott egy helyről sok vevőnek üzenetet sugározni. Az elmélet a bőr alatti tű, avagy varázsgömb elmélettől a számítógép által közvetített kommunikációig terjed.
Az Amerikai Egyesült Államokban a tömegkommunikáció tanulmányozása gyakran a gyakorlati alkalmazásokhoz kapcsolódik, így az újságírás, a tévé és a rádió, a filmek, a public relations és a hirdetések fel is használják az eredményeket. Foglalkoznak a közösségi médiával és az új médiával is, amik erősebb visszajelzési lehetőségeket nyújtanak.
A következőkben majd kifejtjük a tömegkommunikáció fő területeit. A különböző iskolák és egyetemek különféle formákban és konfigurációkban nyújtják őket, de valamilyen formában a tömegkommunikációt tanulmányozó minden intézménynél jelen vannak.
A hirdetés, más néven a marketing egy termék vagy szolgáltatás megvásárlására vagy igénybe vételére buzdít. Mivel a hirdetés valamilyen formában jelen van a média minden fajtájában, a hirdetés módszereinek és hatásainak tanulmányozása releváns a tömegkommunikáció elméletében. A hirdetés egy szponzor által fizetett, személytelen, egyirányú; a hirdető teljes kontrollal bír az üzenetre.
A műsorszórás a műsorok készítésével, a tartalom megalkotásával és formába öntésével foglalkozik. A tévé és a rádió adását vezetékesen és vezeték nélkül is lehet fogni; tévéállomások és hálózatok is részt vesznek a közvetítésben. A csatornák információt közvetítenek és szórakoztatnak, és ezek lehetnek általánosak és speciálisak. A műsort közvetíthetik élőben vagy felvételről.
A zsurnalisztika a hírek gyűjtése, feldolgozása, igazságtartalmuk felderítése, szerkesztése és média általi bemutatása. A hírek gyártását és közvetítését is magába foglalja. Az információ szólhat a legfrissebb eseményekről, trendekről, vagy a közéleti szereplőkről. A média lehet újság, rádió, tévé, vagy újabban, okostelefon vagy e-olvasó.
A public relations a hírek tálalásának formáját jelenti, ami így bizonyos információkat akar elhitetni egyes személyekről vagy termékekről. Abban különbözik a hirdetésektől, hogy kevésbé nyílt, és szélesebb körű összefoglalást ad egy szélesebb kör elé, A hirdetéssel szemben a megrendelő csak addig ellenőrizheti a tartalmat, amíg az nem kerül az adott médium hatókörébe, ahol döntenek arról, hogy mikor és melyik csatornán adják le.

## Kutatási módszerek
A tömegkommunikáció kutatása olyan eszközöket von be, amelyekkel ismétlődő és halmozódó folyamatok vizsgálhatók. Ezek között kvalitatív és kvantitatív módszerek is vannak. A kutatás célja az, hogy felmérje, hogy milyen hatást vált ki az üzenet tartalma a gondolkodásra, a hozzáállásra, a véleményekre és végső soron a viselkedésre. Néhány ismert módszer:
- Kísérlet: A részt vevőket különböző hatásoknak teszik ki, majd felmérik a reakcióikat. A kutatók különböző statisztikai módszerekkel igyekeznek kizárni a hatás magyarázatából a legtöbb tényezőt, és a hatást egyetlen tényezőre visszavezetni.
- Kérdőívezés: A kiválasztott személyekkel kérdőíveket töltenek ki, amiből az egész lakosságra vonnak le következtetéseket.
- Tartalomelemzés: Különböző kategorikus tulajdonságokat azonosítanak, így a kutatók megtudják, hogy miről is szól az adott üzenet.
- Az etnográfia lehetővé teszi, hogy a kutató belehelyezkedjen az adott kultúrába, hogy megfigyelje és feljegyezze a kommunikációs módszereket.

## Szervezetek
A tömegkommunikáció kutatóinak legnagyobb szervezete az Association for Education in Journalism and Mass Communication, ami regionális és országos konferenciákat szervez, és kiadványokat jelentet meg. További fontos szervezetek még az International Communication Association és a National Communication Association is. Mindegyiknek megvan a maga szakfolyóirata.

## Története
A tömegkommunikáció története a polgárság megerősödésekor kezdődött. A polgárságnak új igényei jelentek meg: megnőtt az igény az információ rögzítésére, tárolására, és továbbítására. A társadalom tagjai egyre műveltebbekké váltak, az analfabetizmus csökkent, és a tudomány és a technika fejlődése is felgyorsult. Ezzel egyre jobban lehetővé vált a társadalom információhoz juttatása. A kommunikáció régi eszközeit, például a nyomtatást, továbbfejlesztették, és újabb eszközöket találtak fel. Ezzel az információ továbbítása felgyorsult a postagalambok és a lovas futárok által elérhető sebességhez képest.

## Fordítás
Ez a szócikk részben vagy egészben  a   Massenkommunikation című német Wikipédia-szócikk fordításán alapul.  Az eredeti cikk szerkesztőit annak laptörténete sorolja fel. Ez a jelzés csupán a megfogalmazás eredetét és a szerzői jogokat jelzi, nem szolgál a cikkben szereplő információk forrásmegjelöléseként.
Ez a szócikk részben vagy egészben  a   Mass communication című angol Wikipédia-szócikk fordításán alapul.  Az eredeti cikk szerkesztőit annak laptörténete sorolja fel. Ez a jelzés csupán a megfogalmazás eredetét és a szerzői jogokat jelzi, nem szolgál a cikkben szereplő információk forrásmegjelöléseként.